# Erik Winquist
Erik Winquist (Evanston, Illinois, 2 de janeiro de 1975) é um especialista em efeitos especiais americano. Como reconhecimento, foi nomeado ao Oscar 2015 na categoria de Melhores Efeitos Visuais por Dawn of the Planet of the Apes.